# Eliminacje do Mistrzostw Europy w Piłce Siatkowej Kobiet 2015
Eliminacje do Mistrzostw Europy w Piłce Siatkowej Kobiet 2015 odbywały się w trzech rundach kwalifikacyjnych, brało w nich udział 28 reprezentacji. Eliminacje wyłoniły 9 najlepszych zespołów, które awansują do Mistrzostw Europy w Piłce Siatkowej Kobiet 2015. 
Bezpośredni awans jako gospodarz turnieju uzyskały reprezentacje Belgii i Holandii oraz 5 najlepszych reprezentacji Mistrzostw Europy 2013.

## System rozgrywek
Eliminacje składały się z trzech rund. W pierwszej rundzie brało udział 8 zespołów podzielonych na 2 grupy, mecze w grupach odbywały się w systemie każdy z każdym, awans do drugiej rundy uzyskały zwycięzcy grup oraz dwie najlepsze zespoły z drugich miejsc. W drugiej rundzie eliminacji brały udział 24 zespoły podzielone na 6 grup. Każda z grup zagrała dwa turnieje, mecze tak samo jak w rundzie pierwszej odbywały się w systemie każdy z każdym. Zwycięzcy grup awansowały bezpośrednio do Mistrzostw Europy, a zespoły z drugich miejsc zagrały w rundzie trzeciej(barażu). W rundzie trzeciej rywalizacja toczyła się w systemie dwumeczu. Zwycięzcy dwumeczów uzupełnili stawkę finalistów Mistrzostw Europy.

## Drużyny uczestniczące
Reprezentacje grające od pierwszej rundy

- Łotwa
- Gruzja
- Norwegia
- Szwecja
- Bośnia i Hercegowina
- Estonia
- Litwa
- Czarnogóra

Reprezentacje grające od drugiej rundy

- Austria
- Azerbejdżan
- Białoruś
- Bułgaria
- Czechy
- Dania
- Finlandia
- Francja
- Grecja
- Hiszpania
- Izrael
- Polska
- Portugalia
- Rumunia
- Słowacja
- Słowenia
- Szwajcaria
- Turcja
- Ukraina
- Węgry

## Pierwsza runda

### Grupa I
Halmstad
Tabela
| Lp. | Drużyna  | Pkt | Mecze | Mecze | Mecze | Sety | Sety | Sety  | Małe punkty | Małe punkty | Małe punkty |
| Lp. | Drużyna  | Pkt | M     | W     | P     | wyg. | prz. | ratio | zdob.       | str.        | ratio       |
| --- | -------- | --- | ----- | ----- | ----- | ---- | ---- | ----- | ----------- | ----------- | ----------- |
| 1   | Szwecja  | 9   | 3     | 3 (0) | 0 (0) | 9    | 3    | 3.000 | 288         | 231         | 1.247       |
| 2   | Łotwa    | 6   | 3     | 2 (0) | 1 (0) | 7    | 4    | 1.750 | 241         | 239         | 1.008       |
| 3   | Norwegia | 3   | 3     | 1 (0) | 2 (0) | 5    | 6    | 0.833 | 261         | 261         | 1.000       |
| 4   | Gruzja   | 0   | 3     | 0 (0) | 3 (0) | 1    | 9    | 0.111 | 195         | 254         | 0.768       |

Źródło: cev.lu
Punktacja: 3:0 i 3:1 – 3 pkt; 3:2 – 2 pkt; 2:3 – 1 pkt; 1:3 i 0:3 – 0 pkt
Zasady ustalania kolejności: 1. liczba punktów; 2. liczba zwycięstw; 3. stosunek setów; 4. stosunek małych punktów; 5. bilans w bezpośrednich meczach
     awans do drugiej rundy kwalifikacji
Wyniki
| Data  | Godz. | Drużyna 1 | Wynik | Drużyna 2 | 1     | 2     | 3     | 4     | 5 | Widzów | * |
| ----- | ----- | --------- | ----- | --------- | ----- | ----- | ----- | ----- | - | ------ | - |
| 09.05 | 16:00 | Norwegia  | 1:3   | Łotwa     | 23:25 | 25:20 | 24:26 | 22:25 |   | 50     | 1 |
| 09.05 | 19:00 | Gruzja    | 1:3   | Szwecja   | 25:19 | 26:28 | 11:25 | 14:25 |   | 250    | 2 |
| 10.05 | 16:00 | Łotwa     | 1:3   | Szwecja   | 25:15 | 16:25 | 14:25 | 15:25 |   | 260    | 3 |
| 10.05 | 19:00 | Norwegia  | 3:0   | Gruzja    | 25:19 | 32:30 | 25:15 |       |   | 80     | 4 |
| 11.05 | 15:00 | Szwecja   | 3:1   | Norwegia  | 25:22 | 25:10 | 21:25 | 30:28 |   | 260    | 5 |
| 11.05 | 18:00 | Łotwa     | 3:0   | Gruzja    | 25:15 | 25:22 | 25:18 |       |   | 25     | 6 |

### Grupa II
Bar
Tabela
| Lp. | Drużyna              | Pkt | Mecze | Mecze | Mecze | Sety | Sety | Sety  | Małe punkty | Małe punkty | Małe punkty |
| Lp. | Drużyna              | Pkt | M     | W     | P     | wyg. | prz. | ratio | zdob.       | str.        | ratio       |
| --- | -------------------- | --- | ----- | ----- | ----- | ---- | ---- | ----- | ----------- | ----------- | ----------- |
| 1   | Czarnogóra           | 8   | 3     | 3 (1) | 0 (0) | 9    | 2    | 4.500 | 258         | 206         | 1.252       |
| 2   | Bośnia i Hercegowina | 6   | 3     | 2 (1) | 1 (1) | 8    | 6    | 1.333 | 292         | 297         | 0.983       |
| 3   | Litwa                | 4   | 3     | 1 (0) | 2 (1) | 5    | 7    | 0.714 | 251         | 264         | 0.951       |
| 4   | Estonia              | 0   | 3     | 0 (0) | 3 (0) | 2    | 9    | 0.222 | 223         | 257         | 0.868       |

Źródło: cev.lu
Punktacja: 3:0 i 3:1 – 3 pkt; 3:2 – 2 pkt; 2:3 – 1 pkt; 1:3 i 0:3 – 0 pkt
Zasady ustalania kolejności: 1. liczba punktów; 2. liczba zwycięstw; 3. stosunek setów; 4. stosunek małych punktów; 5. bilans w bezpośrednich meczach
     awans do drugiej rundy kwalifikacji
Wyniki
| Data  | Godz. | Drużyna 1            | Wynik | Drużyna 2            | 1     | 2     | 3     | 4     | 5     | Widzów | * |
| ----- | ----- | -------------------- | ----- | -------------------- | ----- | ----- | ----- | ----- | ----- | ------ | - |
| 09.05 | 16:30 | Estonia              | 1:3   | Litwa                | 16:25 | 21:25 | 25:19 | 19:25 |       | 100    | 1 |
| 09.05 | 19:00 | Czarnogóra           | 3:2   | Bośnia i Hercegowina | 22:25 | 25:14 | 25:22 | 21:25 | 15:10 | 550    | 2 |
| 10.05 | 16:30 | Litwa                | 2:3   | Bośnia i Hercegowina | 25:18 | 22:25 | 22:25 | 27:25 | 9:15  | 80     | 3 |
| 10.05 | 19:00 | Estonia              | 0:3   | Czarnogóra           | 16:25 | 22:25 | 20:25 |       |       | 1 100  | 4 |
| 11.05 | 16:30 | Bośnia i Hercegowina | 3:1   | Estonia              | 25:17 | 25:23 | 13:25 | 25:19 |       | 90     | 5 |
| 11.05 | 19:00 | Litwa                | 0:3   | Czarnogóra           | 20:25 | 17:25 | 15:25 |       |       | 1 500  | 6 |

## Druga runda

### Grupa A
Tabela
| Lp. | Drużyna   | Pkt | Mecze | Mecze | Mecze | Sety | Sety | Sety  | Małe punkty | Małe punkty | Małe punkty |
| Lp. | Drużyna   | Pkt | M     | W     | P     | wyg. | prz. | ratio | zdob.       | str.        | ratio       |
| --- | --------- | --- | ----- | ----- | ----- | ---- | ---- | ----- | ----------- | ----------- | ----------- |
| 1   | Turcja    | 18  | 6     | 6 (0) | 0 (0) | 18   | 2    | 9.000 | 493         | 337         | 1.463       |
| 2   | Białoruś  | 9   | 6     | 3 (0) | 3 (0) | 11   | 9    | 1.222 | 441         | 394         | 1.119       |
| 3   | Finlandia | 9   | 6     | 3 (0) | 3 (0) | 10   | 10   | 1.000 | 423         | 435         | 0.972       |
| 4   | Dania     | 0   | 6     | 0 (0) | 6 (0) | 0    | 18   | 0.000 | 259         | 450         | 0.576       |

Źródło: cev.lu
Punktacja: 3:0 i 3:1 – 3 pkt; 3:2 – 2 pkt; 2:3 – 1 pkt; 1:3 i 0:3 – 0 pkt
Zasady ustalania kolejności: 1. liczba punktów; 2. liczba zwycięstw; 3. stosunek setów; 4. stosunek małych punktów; 5. bilans w bezpośrednich meczach
     awans do Mistrzostw Europy 2015
     awans do baraży
Wyniki
I Turniej
 Mohylew
| Data  | Godz. | Drużyna 1 | Wynik | Drużyna 2 | 1     | 2     | 3     | 4     | 5 | Widzów | * |
| ----- | ----- | --------- | ----- | --------- | ----- | ----- | ----- | ----- | - | ------ | - |
| 23.05 | 16:30 | Finlandia | 0:3   | Turcja    | 15:25 | 12:25 | 14:25 |       |   | 125    | 1 |
| 23.05 | 19:00 | Białoruś  | 3:0   | Dania     | 25:8  | 25:12 | 25:14 |       |   | 800    | 2 |
| 24.05 | 16:30 | Turcja    | 3:0   | Dania     | 25:15 | 25:16 | 25:23 |       |   | 150    | 3 |
| 24.05 | 19:00 | Finlandia | 3:1   | Białoruś  | 25:19 | 25:21 | 21:25 | 25:21 |   | 700    | 4 |
| 25.05 | 16:30 | Dania     | 0:3   | Finlandia | 15:25 | 20:25 | 18:25 |       |   | 50     | 5 |
| 25.05 | 19:00 | Turcja    | 3:1   | Białoruś  | 25:18 | 23:25 | 27:25 | 25:13 |   | 750    | 6 |

II Turniej
 Izmir
| Data  | Godz. | Drużyna 1 | Wynik | Drużyna 2 | 1     | 2     | 3     | 4     | 5 | Widzów | * |
| ----- | ----- | --------- | ----- | --------- | ----- | ----- | ----- | ----- | - | ------ | - |
| 30.05 | 17:00 | Finlandia | 0:3   | Białoruś  | 22:25 | 15:25 | 21:25 |       |   | 500    | 1 |
| 30.05 | 19:30 | Turcja    | 3:0   | Dania     | 25:10 | 25:9  | 25:15 |       |   | 2 100  | 2 |
| 31.05 | 17:00 | Białoruś  | 3:0   | Dania     | 25:17 | 25:8  | 25:6  |       |   | 600    | 3 |
| 31.05 | 19:30 | Finlandia | 1:3   | Turcja    | 25:18 | 21:25 | 17:25 | 15:25 |   | 3 600  | 4 |
| 01.06 | 17:00 | Dania     | 0:3   | Finlandia | 20:25 | 17:25 | 16:25 |       |   | 450    | 5 |
| 01.06 | 19:30 | Białoruś  | 0:3   | Turcja    | 22:25 | 13:25 | 14:25 |       |   | 4 300  | 6 |

### Grupa B
Tabela
| Lp. | Drużyna    | Pkt | Mecze | Mecze | Mecze | Sety | Sety | Sety  | Małe punkty | Małe punkty | Małe punkty |
| Lp. | Drużyna    | Pkt | M     | W     | P     | wyg. | prz. | ratio | zdob.       | str.        | ratio       |
| --- | ---------- | --- | ----- | ----- | ----- | ---- | ---- | ----- | ----------- | ----------- | ----------- |
| 1   | Polska     | 17  | 6     | 6 (1) | 0 (0) | 18   | 2    | 9.000 | 482         | 340         | 1.418       |
| 2   | Ukraina    | 10  | 6     | 3 (0) | 3 (1) | 12   | 9    | 1.333 | 471         | 417         | 1.129       |
| 3   | Szwajcaria | 9   | 6     | 3 (0) | 3 (0) | 9    | 11   | 0.818 | 386         | 438         | 0.881       |
| 4   | Łotwa      | 0   | 6     | 0 (0) | 6 (0) | 1    | 18   | 0.056 | 319         | 470         | 0.679       |

Źródło: cev.lu
Punktacja: 3:0 i 3:1 – 3 pkt; 3:2 – 2 pkt; 2:3 – 1 pkt; 1:3 i 0:3 – 0 pkt
Zasady ustalania kolejności: 1. liczba punktów; 2. liczba zwycięstw; 3. stosunek setów; 4. stosunek małych punktów; 5. bilans w bezpośrednich meczach
     awans do Mistrzostw Europy 2015
     awans do baraży
Wyniki
I Turniej
 Lugano
| Data  | Godz. | Drużyna 1  | Wynik | Drużyna 2  | 1     | 2     | 3     | 4     | 5     | Widzów | * |
| ----- | ----- | ---------- | ----- | ---------- | ----- | ----- | ----- | ----- | ----- | ------ | - |
| 16.05 | 17:00 | Łotwa      | 0:3   | Ukraina    | 15:25 | 21:25 | 24:26 |       |       | 80     | 1 |
| 16.05 | 20:00 | Szwajcaria | 0:3   | Polska     | 16:25 | 13:25 | 18:25 |       |       | 150    | 2 |
| 17.05 | 15:00 | Ukraina    | 2:3   | Polska     | 27:25 | 25:17 | 21:25 | 19:25 | 10:15 | 100    | 3 |
| 17.05 | 18:00 | Łotwa      | 1:3   | Szwajcaria | 22:25 | 16:25 | 25:16 | 12:25 |       | 200    | 4 |
| 18.05 | 15:00 | Polska     | 3:0   | Łotwa      | 25:20 | 25:6  | 25:20 |       |       | 80     | 5 |
| 18.05 | 18:00 | Ukraina    | 3:0   | Szwajcaria | 25:13 | 25:15 | 25:9  |       |       | 150    | 6 |

II Turniej
 Bydgoszcz
| Data  | Godz. | Drużyna 1  | Wynik | Drużyna 2  | 1     | 2     | 3     | 4     | 5 | Widzów | * |
| ----- | ----- | ---------- | ----- | ---------- | ----- | ----- | ----- | ----- | - | ------ | - |
| 23.05 | 17:30 | Szwajcaria | 3:1   | Ukraina    | 19:25 | 25:15 | 25:23 | 25:19 |   | 600    | 1 |
| 23.05 | 20:00 | Polska     | 3:0   | Łotwa      | 25:12 | 25:15 | 25:11 |       |   | 1 350  | 2 |
| 24.05 | 15:00 | Ukraina    | 3:0   | Łotwa      | 25:12 | 25:13 | 25:19 |       |   | 300    | 3 |
| 24.05 | 18:00 | Szwajcaria | 0:3   | Polska     | 10:25 | 12:25 | 20:25 |       |   | 1 400  | 4 |
| 25.05 | 17:30 | Łotwa      | 0:3   | Szwajcaria | 12:25 | 26:28 | 18:25 |       |   | 300    | 5 |
| 25.05 | 20:00 | Ukraina    | 0:3   | Polska     | 16:25 | 23:25 | 22:25 |       |   | 1 500  | 6 |

### Grupa C
Tabela
| Lp. | Drużyna    | Pkt | Mecze | Mecze | Mecze | Sety | Sety | Sety  | Małe punkty | Małe punkty | Małe punkty |
| Lp. | Drużyna    | Pkt | M     | W     | P     | wyg. | prz. | ratio | zdob.       | str.        | ratio       |
| --- | ---------- | --- | ----- | ----- | ----- | ---- | ---- | ----- | ----------- | ----------- | ----------- |
| 1   | Czechy     | 17  | 6     | 6 (1) | 0 (0) | 18   | 3    | 6.000 | 508         | 379         | 1.340       |
| 2   | Słowenia   | 12  | 6     | 4 (0) | 2 (0) | 13   | 7    | 1.857 | 449         | 408         | 1.100       |
| 3   | Hiszpania  | 4   | 6     | 1 (0) | 5 (1) | 7    | 15   | 0.467 | 442         | 509         | 0.868       |
| 4   | Czarnogóra | 3   | 6     | 1 (0) | 5 (0) | 3    | 16   | 0.188 | 361         | 464         | 0.778       |

Źródło: cev.lu
Punktacja: 3:0 i 3:1 – 3 pkt; 3:2 – 2 pkt; 2:3 – 1 pkt; 1:3 i 0:3 – 0 pkt
Zasady ustalania kolejności: 1. liczba punktów; 2. liczba zwycięstw; 3. stosunek setów; 4. stosunek małych punktów; 5. bilans w bezpośrednich meczach
     awans do Mistrzostw Europy 2015
     awans do baraży
Wyniki
I Turniej
 Coslada
| Data  | Godz. | Drużyna 1  | Wynik | Drużyna 2  | 1     | 2     | 3     | 4     | 5 | Widzów | * |
| ----- | ----- | ---------- | ----- | ---------- | ----- | ----- | ----- | ----- | - | ------ | - |
| 23.05 | 17:00 | Słowenia   | 1:3   | Czechy     | 14:25 | 11:25 | 25:22 | 19:25 |   | 110    | 1 |
| 23.05 | 19:30 | Hiszpania  | 1:3   | Czarnogóra | 19:25 | 22:25 | 25:18 | 18:25 |   | 1 100  | 2 |
| 24.05 | 15:00 | Czechy     | 3:0   | Czarnogóra | 25:14 | 25:20 | 25:21 |       |   | 80     | 3 |
| 24.05 | 17:30 | Słowenia   | 3:0   | Hiszpania  | 25:18 | 25:15 | 25:20 |       |   | 900    | 4 |
| 25.05 | 15:00 | Czarnogóra | 0:3   | Słowenia   | 13:25 | 23:25 | 21:25 |       |   | 110    | 5 |
| 25.05 | 17:30 | Czechy     | 3:0   | Hiszpania  | 25:15 | 25:18 | 25:19 |       |   | 1 200  | 6 |

II Turniej
 Pilzno
| Data  | Godz. | Drużyna 1  | Wynik | Drużyna 2  | 1     | 2     | 3     | 4     | 5     | Widzów | * |
| ----- | ----- | ---------- | ----- | ---------- | ----- | ----- | ----- | ----- | ----- | ------ | - |
| 30.05 | 15:00 | Słowenia   | 3:1   | Hiszpania  | 25:9  | 25:15 | 20:25 | 26:24 |       | 100    | 1 |
| 30.05 | 18:00 | Czechy     | 3:0   | Czarnogóra | 25:12 | 25:15 | 25:17 |       |       | 800    | 2 |
| 31.05 | 15:00 | Hiszpania  | 3:0   | Czarnogóra | 25:16 | 25:15 | 30:28 |       |       | 220    | 3 |
| 31.05 | 18:00 | Słowenia   | 0:3   | Czechy     | 23:25 | 19:25 | 17:25 |       |       | 1 930  | 4 |
| 01.06 | 15:00 | Czarnogóra | 0:3   | Słowenia   | 17:25 | 15:25 | 21:25 |       |       | 200    | 5 |
| 01.06 | 18:00 | Hiszpania  | 2:3   | Czechy     | 15:25 | 23:25 | 25:23 | 25:23 | 12:15 | 780    | 6 |

### Grupa D
Tabela
| Lp. | Drużyna     | Pkt | Mecze | Mecze | Mecze | Sety | Sety | Sety  | Małe punkty | Małe punkty | Małe punkty |
| Lp. | Drużyna     | Pkt | M     | W     | P     | wyg. | prz. | ratio | zdob.       | str.        | ratio       |
| --- | ----------- | --- | ----- | ----- | ----- | ---- | ---- | ----- | ----------- | ----------- | ----------- |
| 1   | Bułgaria    | 16  | 6     | 5 (0) | 1 (1) | 17   | 5    | 3.400 | 509         | 390         | 1.305       |
| 2   | Azerbejdżan | 12  | 6     | 4 (1) | 2 (1) | 15   | 10   | 1.500 | 557         | 520         | 1.071       |
| 3   | Portugalia  | 4   | 6     | 2 (2) | 4 (0) | 10   | 16   | 0.625 | 477         | 562         | 0.849       |
| 4   | Grecja      | 4   | 6     | 1 (0) | 5 (1) | 7    | 16   | 0.438 | 456         | 427         | 1.068       |

Źródło: cev.lu
Punktacja: 3:0 i 3:1 – 3 pkt; 3:2 – 2 pkt; 2:3 – 1 pkt; 1:3 i 0:3 – 0 pkt
Zasady ustalania kolejności: 1. liczba punktów; 2. liczba zwycięstw; 3. stosunek setów; 4. stosunek małych punktów; 5. bilans w bezpośrednich meczach
     awans do Mistrzostw Europy 2015
     awans do baraży
Wyniki
I Turniej
 Sofia
| Data  | Godz. | Drużyna 1   | Wynik | Drużyna 2   | 1     | 2     | 3     | 4     | 5     | Widzów | * |
| ----- | ----- | ----------- | ----- | ----------- | ----- | ----- | ----- | ----- | ----- | ------ | - |
| 22.05 | 15:30 | Portugalia  | 3:2   | Azerbejdżan | 25:23 | 16:25 | 23:25 | 25:23 | 15:12 | 150    | 1 |
| 22.05 | 18:00 | Bułgaria    | 3:0   | Grecja      | 25:13 | 25:14 | 25:13 |       |       | 750    | 2 |
| 23.05 | 15:30 | Azerbejdżan | 3:1   | Grecja      | 25:14 | 30:28 | 17:25 | 25:21 |       | 100    | 3 |
| 23.05 | 18:00 | Portugalia  | 0:3   | Bułgaria    | 14:25 | 18:25 | 21:25 |       |       | 500    | 4 |
| 24.05 | 15:30 | Grecja      | 3:1   | Portugalia  | 25:17 | 21:25 | 25:15 | 25:19 |       | 150    | 5 |
| 24.05 | 18:00 | Azerbejdżan | 3:2   | Bułgaria    | 17:25 | 25:22 | 19:25 | 25:20 | 15:8  | 550    | 6 |

II Turniej
 Baku
| Data  | Godz. | Drużyna 1   | Wynik | Drużyna 2   | 1     | 2     | 3     | 4     | 5     | Widzów | * |
| ----- | ----- | ----------- | ----- | ----------- | ----- | ----- | ----- | ----- | ----- | ------ | - |
| 29.05 | 16:00 | Portugalia  | 0:3   | Bułgaria    | 17:25 | 17:25 | 19:25 |       |       | 200    | 1 |
| 29.05 | 18:30 | Azerbejdżan | 3:0   | Grecja      | 25:18 | 25:21 | 25:18 |       |       | 1 500  | 2 |
| 30.05 | 16:00 | Bułgaria    | 3:1   | Grecja      | 25:9  | 20:25 | 25:21 | 25:12 |       | 200    | 3 |
| 30.05 | 18:30 | Portugalia  | 1:3   | Azerbejdżan | 27:25 | 23:25 | 18:25 | 14:25 |       | 1 500  | 4 |
| 31.05 | 16:00 | Grecja      | 2:3   | Portugalia  | 24:26 | 21:25 | 25:22 | 25:21 | 13:15 | 200    | 5 |
| 31.05 | 18:30 | Bułgaria    | 3:1   | Azerbejdżan | 25:14 | 25:18 | 14:25 | 25:19 |       | 1 800  | 6 |

### Grupa E
Tabela
| Lp. | Drużyna | Pkt | Mecze | Mecze | Mecze | Sety | Sety | Sety  | Małe punkty | Małe punkty | Małe punkty |
| Lp. | Drużyna | Pkt | M     | W     | P     | wyg. | prz. | ratio | zdob.       | str.        | ratio       |
| --- | ------- | --- | ----- | ----- | ----- | ---- | ---- | ----- | ----------- | ----------- | ----------- |
| 1   | Węgry   | 12  | 6     | 4 (0) | 2 (0) | 14   | 8    | 1.750 | 511         | 458         | 1.116       |
| 2   | Francja | 12  | 6     | 4 (0) | 2 (0) | 12   | 7    | 1.714 | 439         | 399         | 1.100       |
| 3   | Izrael  | 12  | 6     | 4 (0) | 2 (0) | 13   | 9    | 1.444 | 478         | 473         | 1.011       |
| 4   | Szwecja | 0   | 6     | 0 (0) | 6 (0) | 3    | 18   | 0.167 | 406         | 504         | 0.806       |

Źródło: cev.lu
Punktacja: 3:0 i 3:1 – 3 pkt; 3:2 – 2 pkt; 2:3 – 1 pkt; 1:3 i 0:3 – 0 pkt
Zasady ustalania kolejności: 1. liczba punktów; 2. liczba zwycięstw; 3. stosunek setów; 4. stosunek małych punktów; 5. bilans w bezpośrednich meczach
     awans do Mistrzostw Europy 2015
     awans do baraży
Wyniki
I Turniej
 Moulins
| Data  | Godz. | Drużyna 1 | Wynik | Drużyna 2 | 1     | 2     | 3     | 4     | 5 | Widzów | * |
| ----- | ----- | --------- | ----- | --------- | ----- | ----- | ----- | ----- | - | ------ | - |
| 23.05 | 17:00 | Węgry     | 3:1   | Izrael    | 25:21 | 17:25 | 25:17 | 25:18 |   | 250    | 1 |
| 23.05 | 20:00 | Francja   | 3:0   | Szwecja   | 25:21 | 25:10 | 25:23 |       |   | 950    | 2 |
| 24.05 | 17:00 | Izrael    | 3:0   | Francja   | 25:23 | 25:15 | 26:24 |       |   | 720    | 3 |
| 24.05 | 20:00 | Szwecja   | 1:3   | Węgry     | 17:25 | 19:25 | 27:25 | 19:25 |   | 380    | 4 |
| 25.05 | 15:00 | Izrael    | 3:1   | Szwecja   | 25:21 | 12:25 | 25:17 | 25:15 |   | 180    | 5 |
| 25.05 | 18:00 | Francja   | 0:3   | Węgry     | 22:25 | 21:25 | 15:25 |       |   | 900    | 6 |

II Turniej
 Netanja
| Data  | Godz. | Drużyna 1 | Wynik | Drużyna 2 | 1     | 2     | 3     | 4     | 5 | Widzów | * |
| ----- | ----- | --------- | ----- | --------- | ----- | ----- | ----- | ----- | - | ------ | - |
| 30.05 | 17:30 | Izrael    | 3:1   | Szwecja   | 17:25 | 25:23 | 25:23 | 25:18 |   | 385    | 1 |
| 30.05 | 19:30 | Węgry     | 1:3   | Francja   | 20:25 | 25:27 | 25:17 | 22:25 |   | 117    | 2 |
| 31.05 | 15:00 | Szwecja   | 0:3   | Francja   | 14:25 | 22:25 | 14:25 |       |   | 65     | 3 |
| 31.05 | 18:00 | Izrael    | 3:1   | Węgry     | 26:24 | 14:25 | 25:11 | 25:17 |   | 720    | 4 |
| 01.06 | 17:30 | Szwecja   | 0:3   | Węgry     | 15:25 | 18:25 | 20:25 |       |   | 47     | 5 |
| 01.06 | 20:00 | Francja   | 3:0   | Izrael    | 25:20 | 25:10 | 25:22 |       |   | 780    | 6 |

### Grupa F
Tabela
| Lp. | Drużyna              | Pkt | Mecze | Mecze | Mecze | Sety | Sety | Sety   | Małe punkty | Małe punkty | Małe punkty |
| Lp. | Drużyna              | Pkt | M     | W     | P     | wyg. | prz. | ratio  | zdob.       | str.        | ratio       |
| --- | -------------------- | --- | ----- | ----- | ----- | ---- | ---- | ------ | ----------- | ----------- | ----------- |
| 1   | Rumunia              | 18  | 6     | 6 (0) | 0 (0) | 18   | 1    | 18.000 | 480         | 325         | 1.477       |
| 2   | Słowacja             | 12  | 6     | 4 (0) | 2 (0) | 12   | 6    | 2.000  | 432         | 402         | 1.075       |
| 3   | Austria              | 4   | 6     | 2 (2) | 4 (0) | 6    | 16   | 0.375  | 437         | 512         | 0.854       |
| 4   | Bośnia i Hercegowina | 2   | 6     | 0 (0) | 6 (2) | 5    | 18   | 0.278  | 459         | 569         | 0.807       |

Źródło: cev.lu
Punktacja: 3:0 i 3:1 – 3 pkt; 3:2 – 2 pkt; 2:3 – 1 pkt; 1:3 i 0:3 – 0 pkt
Zasady ustalania kolejności: 1. liczba punktów; 2. liczba zwycięstw; 3. stosunek setów; 4. stosunek małych punktów; 5. bilans w bezpośrednich meczach
     awans do Mistrzostw Europy 2015
     awans do baraży
Wyniki
I Turniej
 Wiedeń
| Data  | Godz. | Drużyna 1            | Wynik | Drużyna 2            | 1     | 2     | 3     | 4     | 5     | Widzów | * |
| ----- | ----- | -------------------- | ----- | -------------------- | ----- | ----- | ----- | ----- | ----- | ------ | - |
| 21.05 | 18:00 | Rumunia              | 3:1   | Bośnia i Hercegowina | 23:25 | 25:18 | 25:23 | 25:18 |       | 80     | 1 |
| 21.05 | 20:15 | Austria              | 0:3   | Słowacja             | 23:25 | 16:25 | 17:25 |       |       | 120    | 2 |
| 22.05 | 18:00 | Bośnia i Hercegowina | 2:3   | Austria              | 26:28 | 25:21 | 25:22 | 18:25 | 14:16 | 130    | 3 |
| 22.05 | 20:15 | Słowacja             | 0:3   | Rumunia              | 14:25 | 21:25 | 21:25 |       |       | 70     | 4 |
| 23.05 | 18:00 | Austria              | 0:3   | Rumunia              | 17:25 | 30:32 | 14:25 |       |       | 250    | 5 |
| 23.05 | 20:15 | Bośnia i Hercegowina | 0:3   | Słowacja             | 16:25 | 22:25 | 14:25 |       |       | 50     | 6 |

II Turniej
 Piatra Neamț
| Data  | Godz. | Drużyna 1            | Wynik | Drużyna 2            | 1     | 2     | 3     | 4     | 5     | Widzów | * |
| ----- | ----- | -------------------- | ----- | -------------------- | ----- | ----- | ----- | ----- | ----- | ------ | - |
| 30.05 | 16:00 | Bośnia i Hercegowina | 2:3   | Austria              | 25:23 | 23:25 | 25:23 | 12:25 | 11:15 | 100    | 1 |
| 30.05 | 18:30 | Rumunia              | 3:0   | Słowacja             | 25:19 | 25:19 | 25:14 |       |       | 600    | 2 |
| 31.05 | 16:00 | Austria              | 0:3   | Słowacja             | 24:26 | 16:25 | 23:25 |       |       | 150    | 3 |
| 31.05 | 18:30 | Bośnia i Hercegowina | 0:3   | Rumunia              | 8:25  | 16:25 | 14:25 |       |       | 650    | 4 |
| 01.06 | 16:00 | Słowacja             | 3:1   | Bośnia i Hercegowina | 23:25 | 25:19 | 25:19 | 25:18 |       | 150    | 5 |
| 01.06 | 18:30 | Austria              | 0:3   | Rumunia              | 5:25  | 20:25 | 9:25  |       |       | 700    | 6 |

## Trzecia runda - baraże
| Data       | Godz. | Drużyna 1 | Wynik | Drużyna 2 | 1     | 2     | 3     | 4     | 5 | Widzów | * |
| ---------- | ----- | --------- | ----- | --------- | ----- | ----- | ----- | ----- | - | ------ | - |
| 23.05.2015 | 16:00 | Francja   | 1:3   | Słowenia  | 25:17 | 27:29 | 21:25 | 19:25 |   | 2100   | 1 |
| 29.05.2015 | 17:00 | Słowenia  | 3:1   | Francja   | 25:16 | 26:28 | 25:21 | 25:22 |   | 700    | 2 |

| Data       | Godz. | Drużyna 1   | Wynik | Drużyna 2   | 1     | 2     | 3     | 4    | 5 | Widzów | * |
| ---------- | ----- | ----------- | ----- | ----------- | ----- | ----- | ----- | ---- | - | ------ | - |
| 23.05.2015 | 18:00 | Azerbejdżan | 3:0   | Słowacja    | 25:22 | 25:18 | 25:23 | 15:6 |   | 1000   | 1 |
| 30.05.2015 | 18:00 | Słowacja    | 3:0   | Azerbejdżan | 26:24 | 25:19 | 25:18 |      |   | 1150   | 2 |

| Data       | Godz. | Drużyna 1 | Wynik | Drużyna 2 | 1     | 2     | 3     | 4     | 5     | Widzów | * |
| ---------- | ----- | --------- | ----- | --------- | ----- | ----- | ----- | ----- | ----- | ------ | - |
| 23.05.2015 | 19:00 | Ukraina   | 0:3   | Białoruś  | 19:25 | 20:25 | 16:25 |       |       | 1500   | 1 |
| 24.05.2015 | 19:00 | Białoruś  | 2:3   | Ukraina   | 26:28 | 21:25 | 25:20 | 25:11 | 14:16 | 1700   | 2 |